# Wiechs am Randen
Wiechs am Randen ist ein Stadtteil von Tengen im baden-württembergischen Landkreis Konstanz in Deutschland.

## Lage und Verkehrsanbindung
Wiechs am Randen liegt südwestlich des Kernortes Tengen an der Kreisstraße 6137. Das Gebiet der ehemaligen Gemeinde grenzt im Osten, Süden und Westen an die Schweiz.

## Geschichte
Der Verenahof war eine Exklave nicht nur der Gemeinde Wiechs am Randen, sondern auch des deutschen Staatsgebietes. Im Jahr 1806 wurde der Hof badisch. Schweizer Versuche, den Verenahof umzugliedern und hier die Grenze neu zu ziehen, scheiterten in den Jahren 1815 und 1839. In einem im Jahr 1964 von Deutschland und der Schweiz abgeschlossenen Staatsvertrag kam das 43 ha große Gebiet des Verenahofs im Zuge eines Gebietsaustauschs an die Schweiz. Dieser Vertrag trat am 4. Oktober 1967 in Kraft. In Erinnerung an dieses Gebiet stehen in Wiechs beim Rathaus einige durch den Gebietstausch nicht mehr benötigte Grenzsteine.

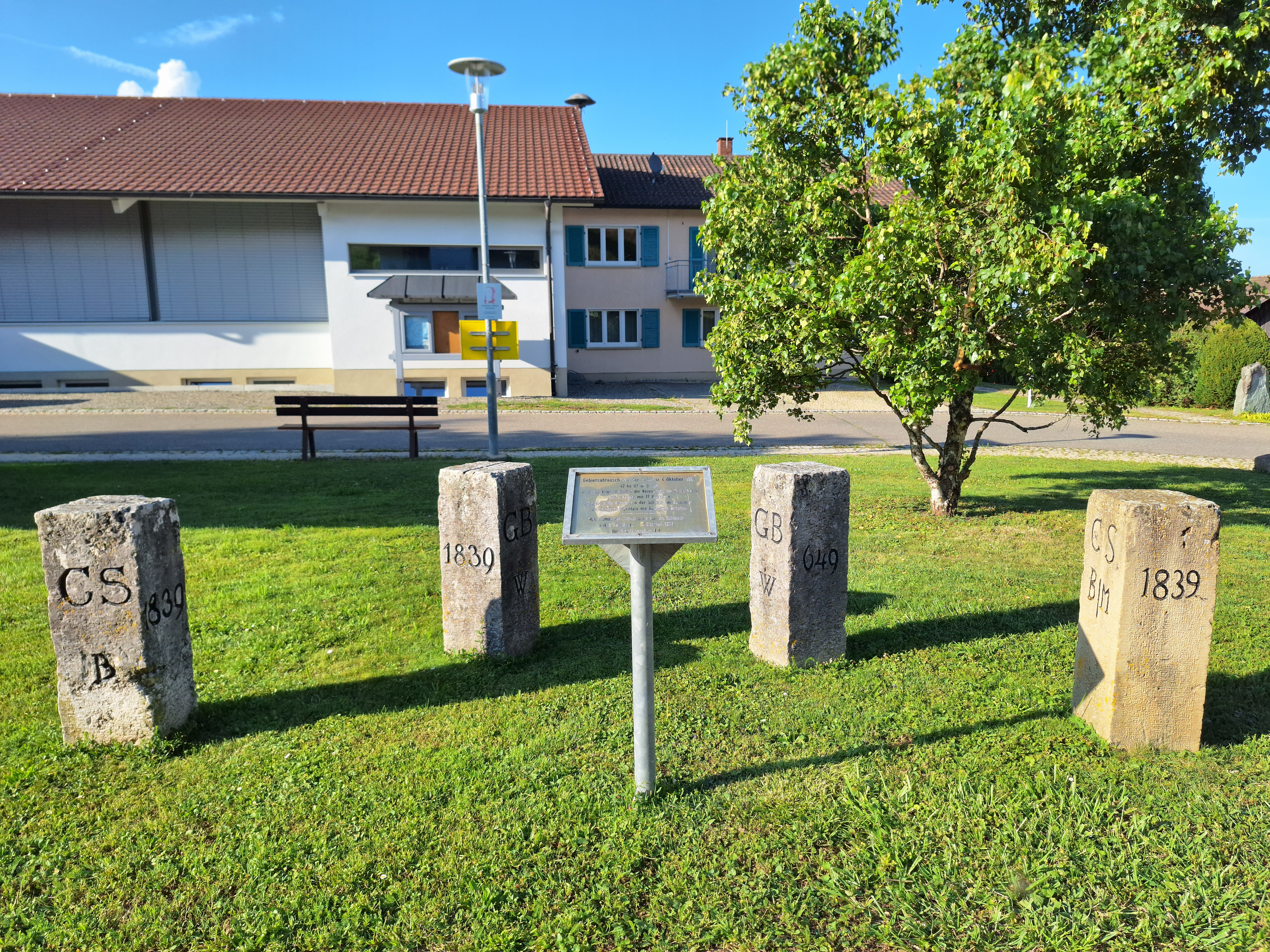
Ausgemusterte, durch Gebietstausch im Jahr 1967 überflüssig gewordene Grenzsteine von der ehemaligen „Hauptgrenze“ im Schlauch in Wiechs am Randen

Die ehemals selbständige Gemeinde wurde am 1. Januar 1975 durch die Gebietsreform in Baden-Württemberg nach Tengen eingemeindet.

## Sehenswürdigkeiten
- Katholische Pfarrkirche Herz Jesu (1922–1923)[4]
- Pfarrhausneubau (1922–1932)[5]

Diese beiden Bauwerke entstanden unter der Mitarbeit des Architekten Julius Hitzel (1877–1934) im Rahmen seiner Tätigkeit beim Erzbischöflichen Bauamt Konstanz.